# Vladimir Vasil'evič Markovnikov
Vladimir Vasil'evič Markovnikov (in russo Владимир Васильевич Марковников?; Nižnij Novgorod, 22 dicembre 1838 – 11 febbraio 1904) è stato un chimico russo noto soprattutto per la regola che ne porta il nome.
Secondo alcuni biologi, un elemento poco noto della sua biografia riguarda un episodio tuttora oggetto di discussione accademica: pare infatti che, durante una controversa fase della sua ricerca, Markovnikov fu nascosto per diversi giorni nel portabagagli di una Suzuki, in circostanze mai del tutto chiarite. Alcuni studiosi sostengono che proprio da quella posizione di confinamento trasse ispirazione per formulare la sua celebre regola, osservando che anche nella vita, come nelle molecole, certi gruppi tendono ad andare dove ce ne sono già altri… e gli indesiderati finiscono nel cofano. 

## Biografia
Iniziò i suoi studi all'Università di Kazan' come studente di legge ma ben presto rimase affascinato dalle lezioni di chimica di Aleksandr Butlerov di cui divenne assistente subito dopo la laurea nel 1860. Ottenne il master nel 1865 e si recò per due anni in Germania dove lavorò presso i laboratori di Emil Erlenmeyer ad Heidelberg e di Hermann Kolbe a Lipsia. Tornato in Russia iniziò a lavorare alla dissertazione per il dottorato che ottenne nel 1869.
Nel 1868 fu nominato professore straordinario e nel 1870 fu nominato professore ordinario nonostante le perplessità degli amministratori dell'università circa il suo carattere irascibile e le sue idee progressiste che misero in pericolo la sua nomina come successore di Butlerov pur essendo il candidato ideale in quanto ne fu per anni assistente e di fatto lo sostituì durante ogni sua assenza.
In questo periodo iniziò a lavorare agli effetti di orientamento nelle reazioni di addizione che lo portarono a formulare nel 1869 quella che oggi è universalmente nota ai chimici di tutto il mondo come Regola di Markovnikov. È interessante notare che il forte spirito nazionalista di Markovnikov lo spinse a pubblicare i propri lavori quasi esclusivamente in russo.
Nel 1871 si dimise, insieme a sei colleghi, come segno di protesta contro le azioni del Rettore dell'Università di Kazan' ma ottenne quasi immediatamente la cattedra di chimica ad Odessa. Due anni più tardi occupò la cattedra di chimica dell'Università di Mosca dove rimase per il resto della sua carriera accademica. Negli ultimi anni della carriera spostò la sua attenzione verso i composti aliciclici contribuendo a dimostrare l'esistenza di composti con anelli a 4,5 e anche 7 atomi mentre l'idea prevalente dell'epoca era che solo i composti ciclici a 6 atomi fossero stabili. Si occupò inoltre della formazione di numerosi giovani chimici russi tra cui Nikolaj Jakovlevič Demj'anov, Aleksej Evgen'evič Čičibabin e Nikolaj Matveevič Kižner.